# نقص الموليبدينوم
نقص الموليبدنوم أو عوز الموليبدنوم هو اضطراب يصيب النبات إذا انخفضت نسبة الموليبدنوم عن حد معين في أنسجة النبات.
الموليبدنوم من العناصر الصغرى ويمتصه النبات بكميات قليلة جداً، ذوبانه في التربة مرتبط بدرجة الحموضة حيث يثبت في الأراضي الحامضية ويكون ذوبانه أفضل في الأراضي القلوية.

## وظائف المولبيدنوم
- ضروري لاختزال النترات في النبات إلى أمين ومن ثم تكوين البروتينات.
- ضروري لتكوين حمض الاسكوربيك
- ضروري لبكتيريا الآزوتية (الأزوتوبكتر) والتي تقوم بتثبيت النيتروجين الجوي.

## أعراض نقص المولبيدنوم
نادراً ما تظهر أعراض نقصه. لأن هذا العنصر غير متحرك في النبات، تظهر أعراض نقص المولبيدنوم على الأوراق الغضة أولاً ثم تظهر على الأوراق الكبيرة في حالة استمرار وتفاقم النقص. تصفر الأوراق الطرفية ثم تظهر بقع بنية يتبعها احتراق الحواف. تتجعد الأوراق في حالات الإصابة الشديدة.

## معالجة نقص المولبيدنوم
يعالج بإضافة مركبات المولبيدات القابلة للذوبان بالماء.

## نقص الموليبدينوم في الغذاء
إن الكمية التي يحتاج اليها الجسم هي قليلة نسبياً ونقص الموليبدينوم لا يحدث عادةً في الحالات الطبيعية. ولكن يمكن أن يحدث مع الأشخاص الذين يحصلون على التغذية الوريدية.
Molybdenum deficiency